# Chakkur, Heggadadevankote
Chakkur là một làng thuộc tehsil Heggadadevankote, huyện Mysore, bang Karnataka, Ấn Độ.